# Province dello Zimbabwe

Mappa dello Zimbabwe

Le province dello Zimbabwe sono la suddivisione territoriale di primo livello del Paese e sono pari a 10. Due di queste sono città con status di provincia, Bulawayo e Harare.

## Lista
| Localizzazione | Provincia                                 | Capoluogo | Popolazione (2012) | Superficie (Km²) |
| -------------- | ----------------------------------------- | --------- | ------------------ | ---------------- |
|                | Provincia del Manicaland                  | Mutare    | 1 752 698          | 36 459           |
|                | Provincia del Mashonaland Centrale        | Bindura   | 1 152 520          | 28 347           |
|                | Provincia del Mashonaland Occidentale     | Chinhoyi  | 1 501 656          | 57 441           |
|                | Provincia del Mashonaland Orientale       | Marondera | 1 344 955          | 32 230           |
|                | Provincia di Masvingo                     | Masvingo  | 1 485 090          | 56 566           |
|                | Provincia del Matabeleland Meridionale    | Gwanda    | 683 893            | 54 172           |
|                | Provincia del Matabeleland Settentrionale | Lupane    | 749 017            | 75 025           |
|                | Provincia delle Midland                   | Gweru     | 1 614 941          | 49 166           |
|                | Bulawayo                                  | -         | 653 337            | 479              |
|                | Harare                                    | -         | 2 123 132          | 872              |